# Disocactus lepidocarpus
Disocactus lepidocarpus, es una especie de planta suculenta perteneciente al género Disocactus, dentro de la familia Cactaceae. Se distribuye desde Costa Rica (concretamente en las provincias de Cartago, San José y Heredia) hasta Panamá.

## Descripción
Disocactus lepidocarpus es una especie de cactus epífito de hábito colgante, que se desarrolla sobre árboles. Es arbustivo y se ramifica desde la base. Los tallos principales son leñosos y de sección cilíndrica. En cambio, los brotes laterales son aplanados o de tres lóbulos, algo gruesos y no especialmente rígidos. Miden de 20 a 25 cm de largo y 2 a 3 cm de ancho. Tienen la epidermis de color verde claro brillante y el borde escotado en forma de escalones. Sobre ellos se asientan areolas separadas unas de otras por una distancia de aproximadamente 2 a 3 cm. Están cubiertas por pequeñas escamas, lana y presentan algunas espinas en forma de cerdas filiformes.
Las flores son blancas, nocturnas y tienen forma de embudo. Son de larga duración, pueden llegar a medir hasta 20 cm de largo y aparecen en los laterales. Se caracterizan especialmente por su ovario alargado de color rojizo, cubierto de numerosas y largas escamas carnosas, estrechas, lineares y agudas, a veces erectas, a veces curvadas hacia atrás o reflejas. Está coronado por un tubo floral redondeado completamente liso y sin pelos, de color rojo pálido en su parte inferior y rojo carmesí en la parte superior. Tienen un solo verticilo de sépalos de color carmín claro, largos y muy estrechos. Los pétalos son de color blanco puro, anchos y poco numerosos. Los estambres también son blancos, largos y aparecen dispuestos en dos series o niveles separados.
Los frutos son de color rojo oscuro violáceo, de hasta 9 cm de largo y unos 4 cm de diámetro. Están cubiertos de una treintena de largas escamas carnosas, estrechas y agudas, unas erectas, otras parcialmente reflejas, lo que les da el aspecto de cuernos. La pulpa es blanca, ligeramente ácida y agradable al gusto.

## Distribución y hábitat
El área de distribución nativa de esta especie va desde Costa Rica (concretamente en las provincias de Cartago, San José y Heredia) hasta Panamá. Habita principalmente en el bioma tropical seco de temporada, entre los 1500 y 2100 metros sobre el nivel del mar.
La planta crece sobre árboles como epífita y se encuentra en bosques nubosos montañosos húmedos. Sus raíces se incrustan en la corteza de los árboles huéspedes para anclarse y fijarse, por lo que su único acceso a la humedad y los nutrientes proviene de la lluvia y los excrementos que caen desde arriba. Además, siempre crecen bajo el dosel de los árboles y nunca están expuestas al sol directo.

## Taxonomía
La primera descripción de esta especie fue como Phyllocactus lepidocarpus, publicada en 1902 por el botánico francés Frédéric Albert Constantin Weber en la revista científica Bulletin du Muséum d'Histoire Naturelle 8: 462.
Más tarde, los botánicos Miguel Ángel Cruz y Ángel Salvador Arias Montes trasladaron la especie al género Disocactus, por lo que pasó a llamarse Disocactus lepidocarpus. Registraron estos cambios en las revista científica Willdenowia. Mitteilungen aus dem Botanischen Garten und Museum Berlin-Dahlem 46: 157, publicada en 2016.
Etimología
- Disocactus: nombre genérico formado a partir de las palabras griegas dis (que significa 'dos veces'), isos (que significa 'igual) y kaktos (que significa 'cardo' o 'planta espinosa'), en alusión a los tallos aplanados con forma de hoja (con dos lados idénticos) que presentan las especies de este género.[5]
- lepidocarpus: epíteto específico formado a partir de las palabras griegas lepis (que significa 'escama') y karpos (que significa 'fruto'), en alusión a los frutos escamosos de esta especie.[6][7]

## Estado de conservación
En la Lista Roja de Especies Amenazadas de la UICN, la especie está clasificada como "En Peligro de Extinción (EN)”. Las principales amenazas que sufre la especie se deben a la destrucción del hábitat debido a actividades humanas como el desarrollo residencial y comercial o la tala y recolección de madera.

## Usos
Aunque no existen registros que confirmen su uso en Costa Rica, este cactus se cultiva principalmente en los Estados Unidos como planta ornamental por coleccionistas especializados. La mayoría de las plantas disponibles provienen de fuentes cultivadas y no de la recolección en estado silvestre. La especie resulta difícil de mantener en las colecciones debido a su susceptibilidad a ataques virales.